# Лобкове волосся
Лобкове (лонове) волосся — людське тілесне волосся, що росте на лобку біля геніталій, а також іноді на внутрішній стороні стегон. Вторинна статева ознака. Зазвичай його ріст починається у пубертатний період та закінчується з досягненням статевої зрілості. Початок росту лобкового волосся називають пюбархе. На лобковому волоссі можна зробити інтимну зачіску. Це досить поширена практика як серед жінок, так і серед чоловіків. 

## Призначення

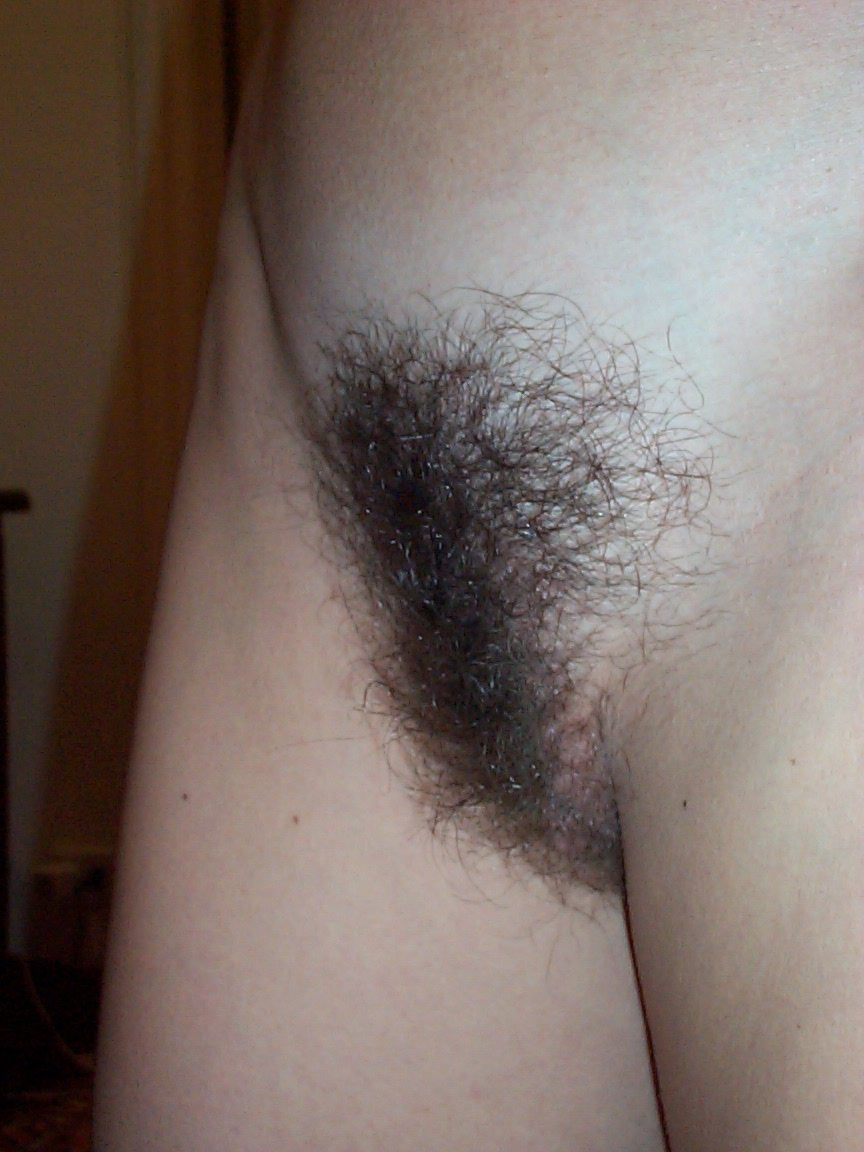
Жіноче лобкове волосся

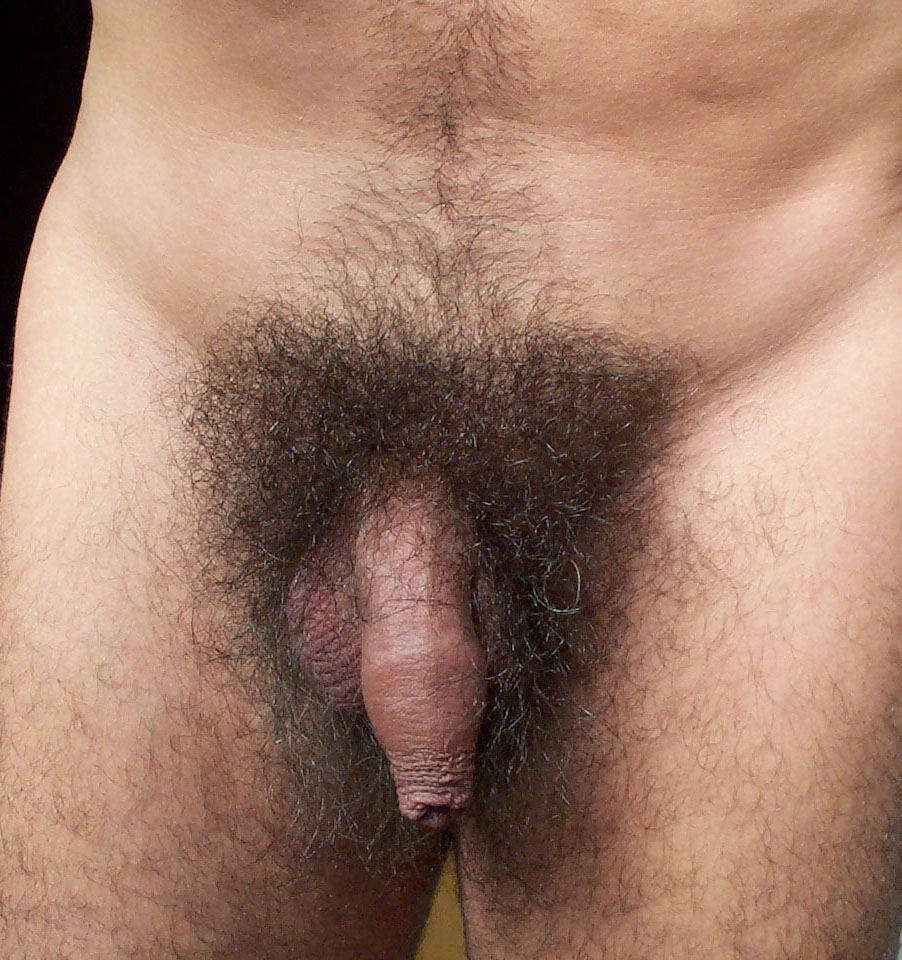
Чоловіче лобкове волосся

### Сигнальні функції
Лобкове волосся у жінок і чоловіків з давніх часів служило знаком статевого дозрівання. У різних народів оволосіння лобка відбувається в різний час, може починатися навіть із семи років. У народів, у яких статеве дозрівання починається раніше, раніше відбувається і прояв вторинних статевих ознак, у тому числі ріст волосся на лобку. Це служить сигналом, що партнер дозрів і з ним можна мати сексуальні стосунки. Зараз ця ознака слабко себе проявляє, але багато людей досі вважають оволосіння на лобку важливим збудливим сигналом. З тієї ж причини картини відомих художників XVII—XIX століть, на яких зображені оголені жінки, в переважній більшості писалися з відсутністю волосся на геніталіях, щоб не заважати споглядати і отримувати естетичну насолоду.

### Терморегуляція та захисні властивості
Волосся на лобку відіграє важливу роль у терморегуляції навколишнього простору навколо геніталій. Воно створює захисний прошарок між тілом і нижньою білизною, що складається з повітря і волосся, що захищає від перепадів температур, а також, внаслідок збільшення випарового простору, відводить зайве тепло і збільшує швидкість випаровування поту під час статевого акту. В оточенні геніталій знаходиться безліч дрібних лімфатичних вузлів, що потребують захисту від впливу холоду. Волосся на лобку бере участь і в захисті шкірного покриву при статевому акті, оскільки в процесі в районі геніталій утворюється надмірна кількість різних кислот і солей, що виділяються з потом, сечею.
При сексуальному контакті безволоса шкіра лобка піддається тертю, яке, укупі з впливом солей та кислот, пошкоджує її, що викликає подразнення шкіри або запалення потових залоз. З іншого боку, деякі люди віддають перевагу саме відчуттю дотиків голої шкіри.

### Підтримання вагінальної мікрофлори
Мікрофлора вагіни в основному складається з ацидофільних лактобактерій, необхідних для цілого ряду функцій жіночого організму. У різних умовах, що залежать від здоров'я жінки, її психічного стану, ця мікрофлора змінюється, що може спричинити розвиток захворювань. Своєрідним захистом, страховкою від заселення вагіни хвороботворними бактеріями служить волосся, на якому завжди знаходяться потрібні мікроорганізми, позаяк лактобактерії можуть знаходитися у контакті з киснем. І в потрібний момент вагінальна мікрофлора може поповнитися корисними бактеріями. Волосся на статевих губах потрапляє між них, утворюючи свого роду провідники між зовнішнім середовищем (повітрям) і вагіною. Ця область, що складається з малих статевих губ, на які потрапляють вагінальні кислоти, сеча, кисень, потожирові виділення, є фабрикою різних ферментів, корисних мікроорганізмів, необхідних для підтримання та нормального функціонування жіночих репродуктивних органів.

### Дозрівання феромонів
Феромони — природний засіб для залучення і збудження статевого партнера. У чоловіків і жінок приблизно однаковий механізм вироблення цих речовин і доставки їх до споживача. Остаточним етапом у дозріванні та розповсюдженні феромонів є шкіра і лобкове волосся.
У чоловіків частинки смегми, в яких знаходиться оригінальна речовина, в процесі природного руху пеніса потрапляють на волосся (лобкове волосся має дещо іншу будову, ніж волосся на голові) і, завдяки змішанню з киснем і впливу тепла, перетворюються на готовий атрактант.
У жінок постачальником феромону (копуліну) є вагіна під час овуляції. Суміш вагінальних кислот потрапляє на волосяний покрив. Після цього, під впливом тепла і кисню, відбувається дозрівання копуліну, а також постачання суміші кислот назад у вагіну для підтримки утримання його в мікрофлорі під час і між овуляціями. Таким чином, завдяки тісному контакту волосся з малими статевими губами, а також печеристого тіла малих статевих губ, зберігається можливість підтримувати вироблення феромонів.[джерело?]

### Збудження нервових закінчень
Лобкове волосся відіграє роль збуджуючого елемента при сексуальному контакті. При статевому акті створюється додаткове подразнення частин геніталій, багатих на нервові закінчення. Відбувається це так: у момент введення пеніса у вагіну туди затягується деяка кількість лобкового волосся, що росте на статевих губах, і відбувається тертя голівки пеніса, багатої нервовими закінченнями, об це волосся, змішане з вагінальним секретом, а також об аналогічні рецептори жіночих геніталій, в результаті якого партнери можуть отримувати додаткове статеве збудження.

## Класифікація

### Розташування

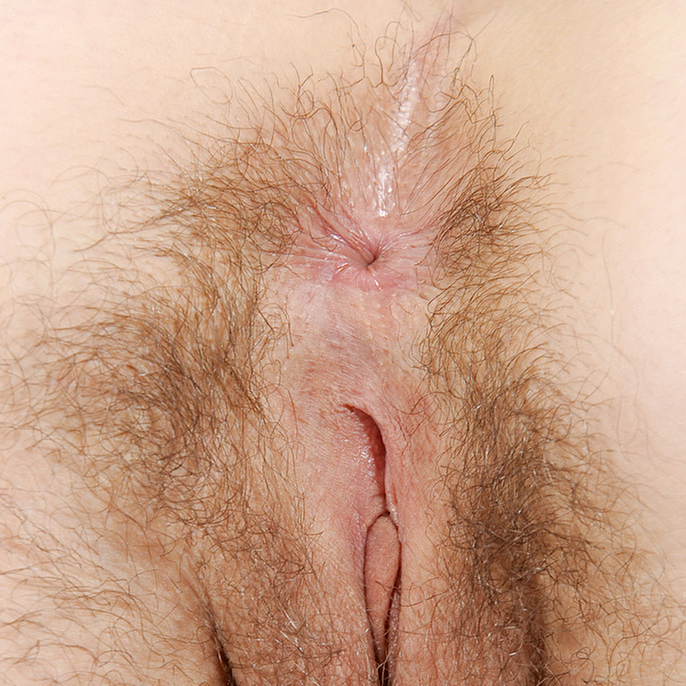
Аногенітальне лобкове волосся жінки
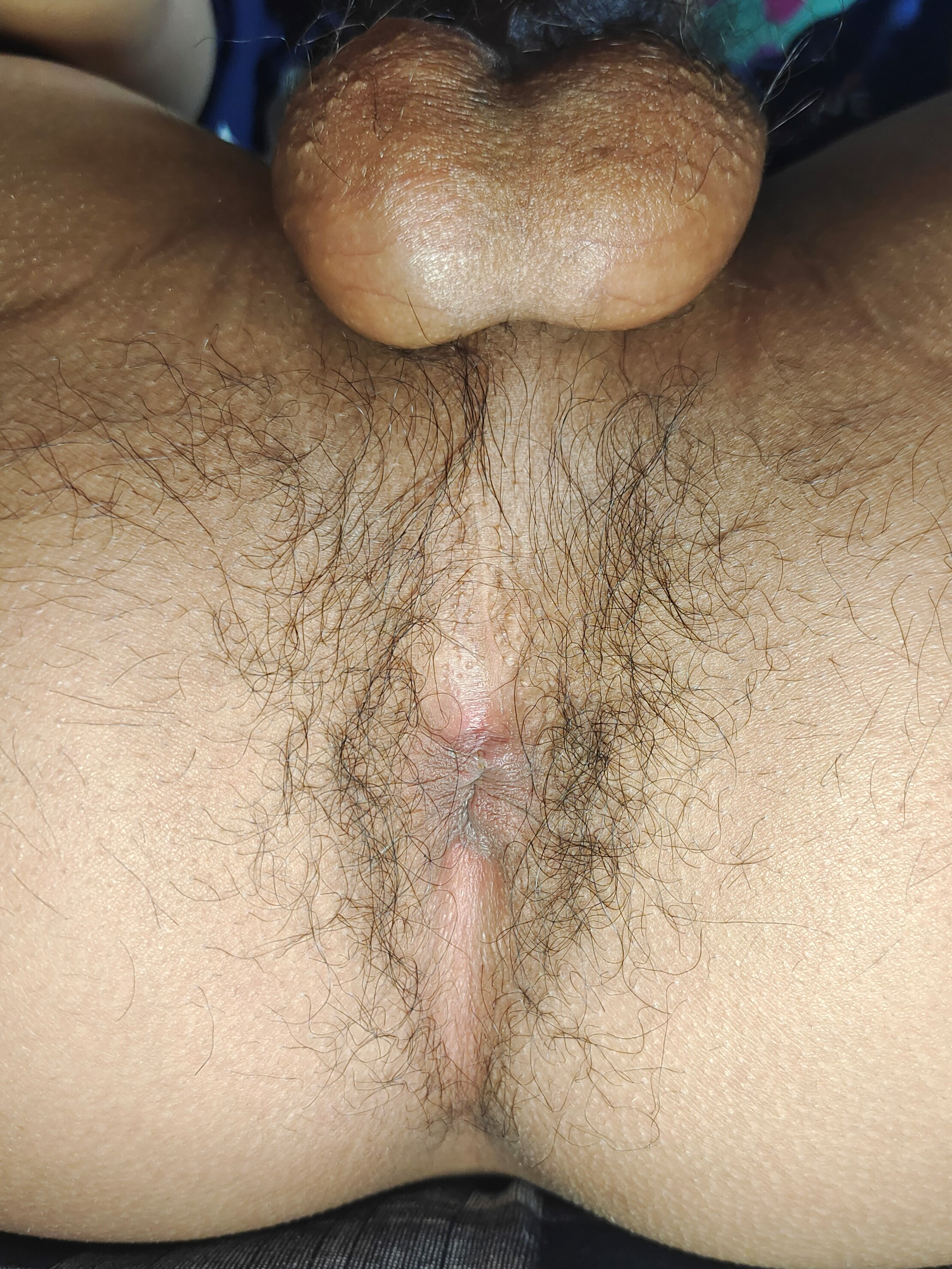
Аногенітальне лобкове волосся чоловіка

За розташуванням лобкове волосся можна поділити на такі типи:
- волосся лобка
- волосся статевих органів:
  - волосся пеніса
  - волосся мошонки або великих статевих губ
- аногенітальне:
  - волосся промежини
  - волосся ануса
- волосся верхньої внутрішньої частини стегон

### Густота, товщина і кучерявість
Лобкове волосся може бути як тонким, так і товстим, як рідким, так і густим, незалежно від статі. Кучерявість лобкового волосся може залежати від раси, національності, а також від кольору (темне волосся сильніше в'ється, ніж світле). Кучерявість може варіюватися від дуже кучерявого до абсолютно прямого.

### Колір
Лобкове волосся, як і пахвове волосся, може сильно відрізнятися за кольором від волосся на голові. У більшості людей воно, як правило, темніше, ніж волосся на голові, проте інколи буває світлішим. Колір лобкового волосся буває найрізноманітнішим. У явному більшості випадків колір лобкового волосся максимально близький не до кольору волосся на голові, а до природного кольору брів.

### Тип оволосіння
У жінок менша площа тіла вкрита лобковим волоссям. У чоловіків набагато частіше лобкове волосся безперервно переходить у волосяний покрив ніг і живота. Це пов'язано зі статевими гормонами. Так само у брюнетів характерніше покрита внутрішня область стегон, на відміну від блондинів, оволосіння лобкової зони яких рідко виходить за область бікіні.
Крім того, волосся може відрізнятися за довжиною, станом та формою зони оволосіння та ін.

### Лобкове оволосіння
Буває трьох типів:
- За жіночим типом.
- За чоловічим типом.
- Змішаний тип.

## Лобкове волосся у культурі

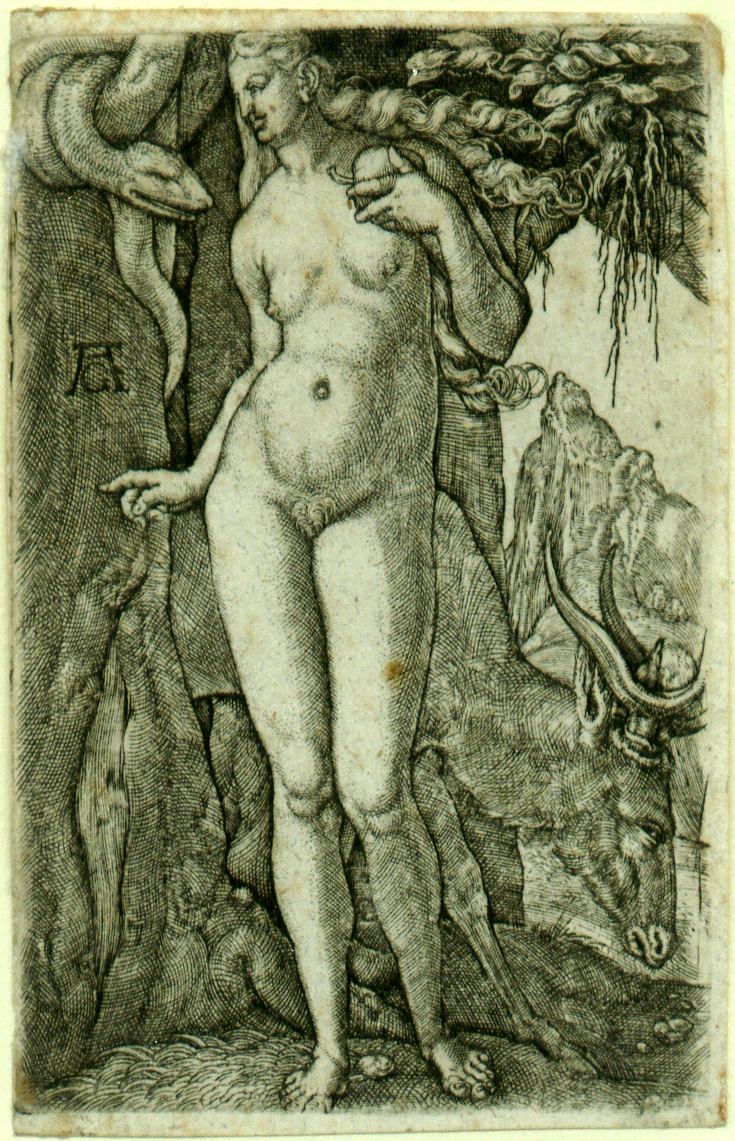
«Єва», Гейнріх Альдеґревер; рідкісний випадок зображення лобкового волосся у мистецтві північної Європи

### У мистецтві
У мистецтві давнього Єгипту лобкове волосся було зображене у формі трикутника. Лобкове волосся у середньовічному і класичному європейському мистецтві було зображене дуже рідко, а чоловіче лобкове волосся було часто, проте не завжди, опущено. Деколи його було зображено у стилізованій формі, як у випадку з грецьким графічним мистецтвом.
У XVI ст. у південній Європі Мікеланджело зобразив Давида зі стилізованим лобковим волоссям, але тіла жінок були зображені голеними нижче голови. Проте розпис, створений Мікеланджело, на стелі Сікстинської капели, не зображає жодного лобкового волосся.
У пізньому XVIII ст. жіноче лобкове волосся було відкрито зображено у Японському сюнґа (еротика), особливо у традиції укійо-е. Картина «Сон дружини рибалки» (1814), Кацусіки Хокусая, що зображає еротичну фантазію жінки, є відомим прикладом. У Японських малюнках, таких як хентай, лобкове волосся часто опущене, тому що протягом довгого періоду часу зображення лобкового волосся було поза законом. Закон змінився з того часу.